# Calamari ripieni
I calamari ripieni sono un piatto tipico di vari paesi che si affacciano sul Mediterraneo (Italia, Grecia, Tunisia, Turchia) e in Giappone.

## Diffusione

### In Giappone
Nell'area meridionale di Hokkaido, in Giappone, i calamari sono farciti con il riso (ikameshi).

### In Grecia
In Grecia i calamari ripieni possono essere insaporiti con formaggio ed erbe aromatiche o riso.

### In Italia
I calamari ripieni sono preparati in varie aree costiere italiane. In Veneto hanno un companatico di cipolle, aglio, prezzemolo, acciughe, pangrattato e vino; nel Friuli-Venezia Giulia e in Romagna sono farciti con i tentacoli dell'animale oltre che con aglio, prezzemolo e pangrattato; in Campania possono contenere prodotti ittici (gamberi, code di scampi, cozze e pesce spada) sfumati con il vino bianco o un trito ottenuto mescolando la testa dell'animale a pangrattato, caciocavallo, pinoli e uvetta; in Puglia e Sardegna contengono, tra gli altri ingredienti, tentacoli, pangrattato, aglio e prezzemolo.

### In Portogallo
Ricetta tradizionale di Lisbona sono le lulas recheadas, che contengono pomododo, cipolle, aglio, presunto (un prosciutto portoghese) e alloro.

### In Tunisia
I calamari ripieni sono una specialità della costa orientale tunisina. Costituiscono un piatto unico da mangiare assieme a una salsa di harissa e pomodoro o assieme al cuscus.
A Susa, Monastir e Mahdia contengono verdure (bietole, spinaci) mescolate con generose quantità di prezzemolo fresco e cipolle tritate. Oltre a tali ingredienti, i molluschi vengono farciti con una piccola quantità di cereali precotti (riso, bulgur, semola, orzo o ceci) e un altro ingrediente proteico (uova sode e tentacoli di calamari tritati o tentacoli, fegato e altri frattaglie di pecora e uova crude). Il ripieno è aromatizzato con harissa o paprika secca piccante e altre spezie (aglio, menta secca o finocchio in polvere o una miscela di coriandolo e cumino).
Nella parte meridionale della costa tunisina, nella regione di Gabès, i calamari contengono un ripieno senza verdure o dove esse sono presenti in minore quantità. In tale versione i molluschi contengono una miscela di ceci precotti, carote, cipolle, aglio, coriandolo e semi di carvi. Al posto dell'harissa essi presentano l'hrous: un condimento a base di peperoncini e cipolle sottaceto.